# Club Atlético Pacífico
El Club Atlético Pacífico es una histórica institución deportiva fundada en Bahía Blanca en 1896. Actualmente cuenta con cuatro disciplinas deportivas: fútbol, básquet, hockey y tenis. Es el club más antiguo de esta ciudad.

## El origen
Figura emblemática del ferrocarril, William Bremen Harding Green era gerente del Bahía Blanca Noroeste, empresa que había inaugurado sus líneas entre Bahía Blanca y Bernasconi en 1891. En 1904, el Ferrocarril Buenos Aires al Pacífico se fusionó con el Noroeste consiguiendo así 84 socios y Harding Green fue designado superintendente. El Pacífico era propietario del Mercado Victoria, de puerto Galván, de los galpones de la calle Sixto Laspiur y concesionario de los servicios de electricidad, agua, tranvías y gas.
La historia del Pacífico se cerró en 1924, al ser adquirido por el Ferrocarril del Sud. Harding Green hizo entonces entrega de la empresa a Arturo Coleman y regresó, en 1925, a Londres.
En julio de 1927, la comunidad bahiense remitió al señor William Harding Green, un giro de 1.000 libras esterlinas, como reconocimiento a su intensa labor desarrollada en nuestra ciudad. La primera respuesta por el obsequio fue dada por su hija Mary: "No hay palabras suficientes para reconocer esta demostración de lealtad", expresó, en emotiva nota. Meses después, se recibió una nota desde el 160 de la Cromwell Road, en Londres. "He pasado más de la mitad de mi vida entre ustedes --destacó Harding Green--, de 1891 a 1925, y han sido los más felices de mi vida". Green invirtió el dinero en cuatro magníficas bandejas de pura plata, con su debida inscripción, "que pasarán luego a mis cuatro hijos, como prueba del honor conferido por Bahía Blanca", explicó.

## Historia
Pacífico es sinónimo de historia. Fundado el 1º de noviembre de 1896 con el nombre de Bahía Blanca North Western Athletic Club, tuvo como primer presidente a don W.B.Harding Green. El primer campo de juego estaba ubicado entre las calles Rondeau, Laspiur, 9 de Julio y Roca. En abril de 1904 tenía 84 socios y representaba hasta el día de hoy al barrio noroeste de Bahía Blanca.
En 1912 llegaron las conquistas en fútbol (1º y 2º) con valores como C. Brown, J. Mc Coubrey, D. Deltriux y E. Perry, entre otros. En 1913 se inauguraron las primeras canchas de tenis y bochas. Hubo halagos repetidos en fútbol.
En 1925 se produce la última variante en la denominación de la entidad que adquiere su nombre actual al hacerse cargo el Ferrocarril del Sud, de los bienes de los FF.CC. Pacífico y B. Blanca Noroeste. Surgen figuras importantes en otros deportes como tenis, natación, waterpolo y atletismo, mientras el básquetbol conquista el título de primera, con las figuras como German Sturm, Javier Casarsa, Ernesto y Emiliano Canelo, Andrés Balza.
En 1929 el fútbol lo vuelve a ver campeón con notable campaña, pero uno de los títulos más recordados es el de 1930 con jugadores como Nocent, Iriarte, Valle, Aguirre, Dimartino, Del Valle. En 1931 se traslada el campo de juego al radio urbano, tras adquirir dos manzanas entre las calles Castelli, Charlone, Entre Ríos y Güemes.
El atletismo alcanzó grandes logros entre 1910 y 1921, al igual que la natación (poseyó una pileta en el Maldonado). En la década del 30 el mayor fulgor lo adquiere el básquetbol (en 1937 Pacífico conquistó 13 torneos entre todas las divisiones, incluyendo el de la 1º). En 1940 los verdes conquistan una gran aspiración: la habilitación de la sede social en Guemes 154. Ese mismo año vuelve a ser campeón en el baloncesto de 1º. En 1941 renace el fútbol con la obtención del Preparación. Institucionalmente, en 1942, cuando preside al club don Abel A. Bournaud se inaugura una nueva sede. Las bochas se reincorporan y se construyen dos canchas. En el '50 ya se juega al fútbol en Castelli y Charlone y un año después tras 43 años en primera Pacífico desciende.
En 1954 marca el surgimiento del voleibol. En 1960 llega el softbol. En 1966 culmina la construcción de la sede y el gimnasio cubierto. Hay una etapa de ascenso y descenso en fútbol. En 1969 cristalizan en canje de terrenos sobre la calle Mendoza por dos manzanas ubicadas en Terrada 2400, donde se concentra la cancha de fútbol que utiliza actualmente. El tenis y las bochas saborean muchos éxitos a fines de los '70.
En la década del '80 se ponen manos a las obras en vestuarios, 250 plateas y tribuna popular para 700 personas en la cancha de básquetbol. En ese rubro logran los verdes grandes halagos pues son pioneros en la por entonces flamante Liga Nacional cuyos comienzos coinciden con el surgimiento de un verdadero estandarte: Marcelo Richotti. A quien acompañaron en un equipo inolvidable Neal Robinson, Randall Burkert, Carlos De Battista y Otton Jaskowsky.
Pacífico sigue siendo animador en las competencias oficiales de fútbol, básquet y hockey. Pero cumple muchas otras disciplinas, algunas de gran actividad como el tenis, destreza y bochas.

## Palmares histórico
- Liga del Sur (10) Campeonatos en Primera División y (3) ascensos del ex Torneo Promocional de la Liga Del Sur

## Actividades
- Básquet
- Tenis de Mesa
- Destreza
- Fútbol
- Hockey
- Tenis